# 金巴崙長老會耀道中學
金巴崙長老會耀道中學（英語：Cumberland Presbyterian Church Yao Dao Secondary School），是香港元朗區的一所中學，於2005年創校，亦是全港最近期創立的全新津貼中學之一。

## 歷史
為配合區內中學學額不足的問題，教育統籌局曾於2002年推出耀道中學現址的用地，以興建一所後期型中學千禧校舍。
然而，在首次競投中，用地由於無人競投而被收回，直至第二次競投才由金巴崙長老會香港區會投得，並於2005年正式開辦。此校以辦學機構的創會主席甘耀道牧師冠名，因而命名為「耀道中學」。
在創校同年，耀道中學亦正式開始與同系、較早開辦的耀道小學結為一條龍學校，該校學生可繞過中央派位程序，直接入讀此校。

## 校舍
金巴崙長老會耀道中學校舍為一所後千禧校舍，佔地約6,000平方米，設有30間課室、各種特別室及兩個籃球場（一個位於地面層，另一個位於五樓），並與毗鄰的鐘聲學校共用一個足球場。
值得一提的是，此校舍亦是全港首座狹義後千禧中學校舍，其課室及設備均遵照千禧校舍標準設計。
在區議會選舉中，此校亦是元朗東頭選區的指定投票站。

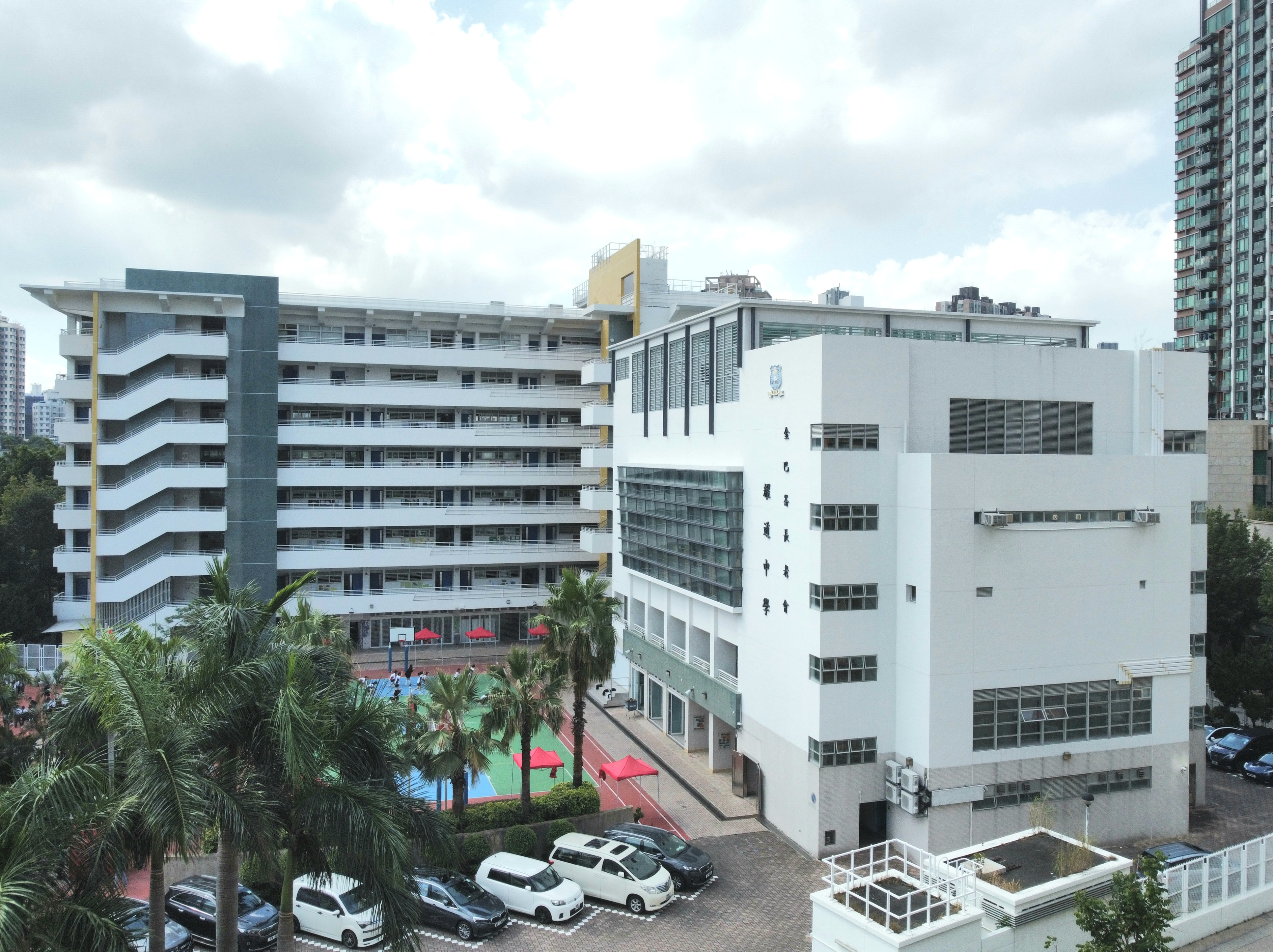
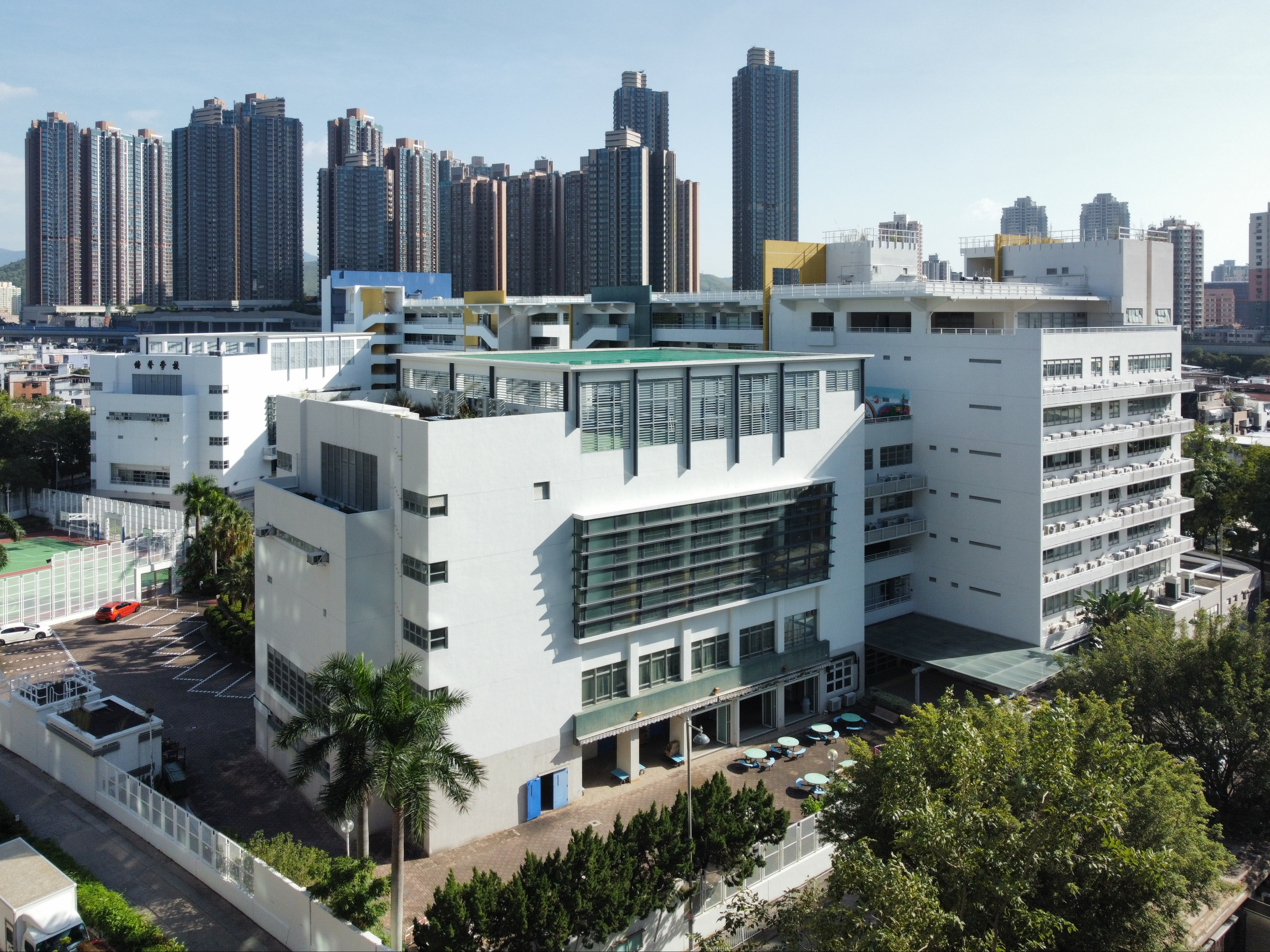
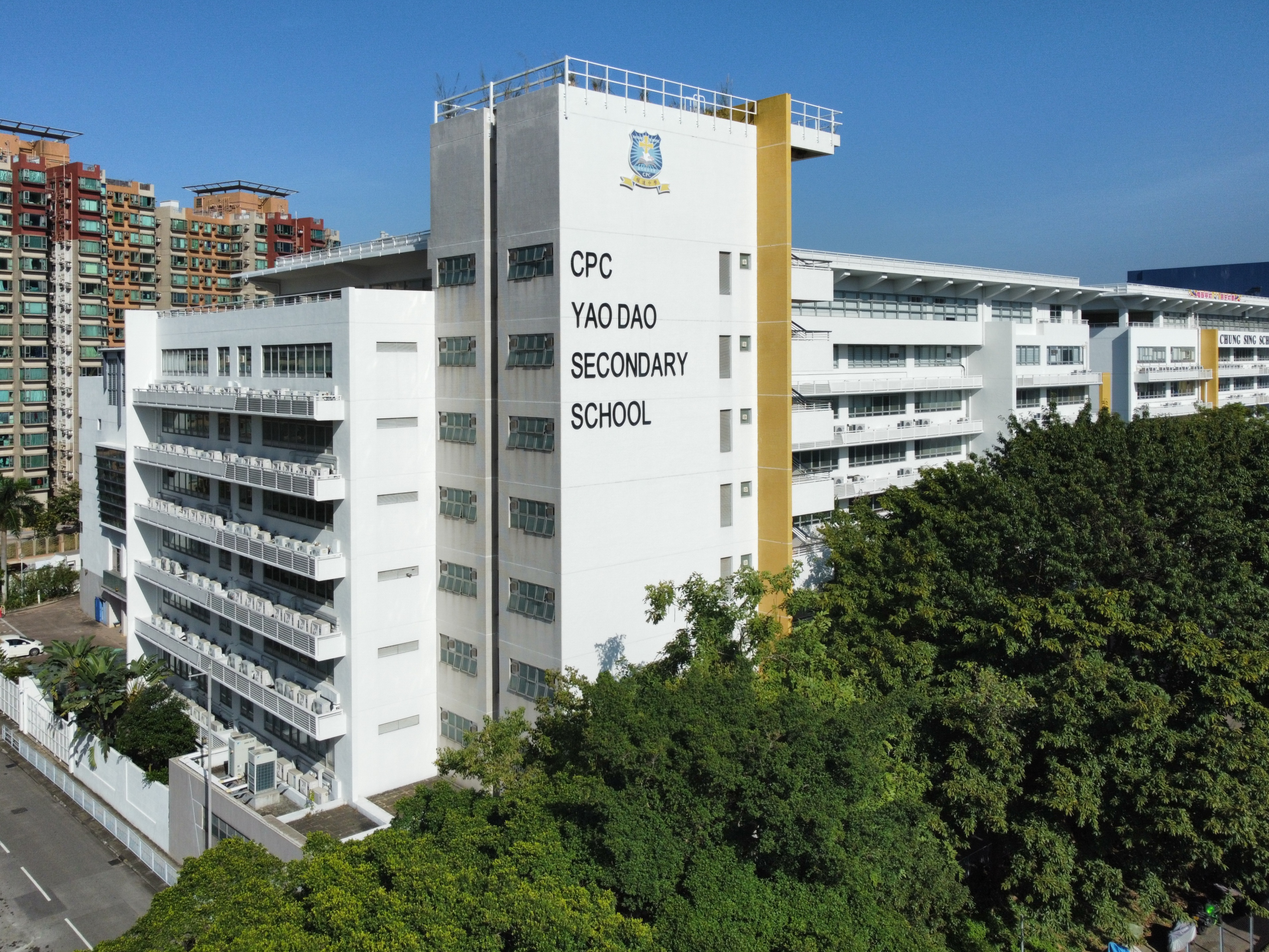

## 班級與課程
此校目前各級均設有4班，由中一至中六共開辦24班。學校採用英中雙語教學模式，約50.3%科目以英文授課，49.7%科目以中文授課。
以英文授課的科目包括數學、科學、物理、生物、化學、英文、跨學科語文、數學延伸部分（二）及企會財。

## 歷任行政人員

### 校監
- 張豐先生（現任校監，同時兼任新生命教育協會呂郭碧鳳中學校長）

### 校長
- 柳子權先生（2005年-2023年；由中聖書院調任）
- 衞振豪先生（2023年起；現任校長）

## 事件
- 2011年7月4日中午，一名中四男生在此校操場參與欖球賽期間突然跌倒，頭部撞向球場石牆後陷入昏迷，隨即被送院救治[11]。
- 2012年6月，一隻在此校被發現的斑文鳥屍體，被驗出帶有H5禽流感病毒，事後漁護署立即到此校方圓3公里內的一間雞場進行調查，但沒有發現該處有任何爆疫徵兆[12]。
- 在2019年7月尾反對逃犯條例修訂草案運動期間，此校附近一帶亦受相關示威影響，最後校方決定取消所有暑期補課及中一新生銜接班[13]。

## 外部連結
- 官方網站 （页面存档备份，存于）

## 註解
1. ↑  另一所為同區的伊利沙伯中學舊生會湯國華中學
2. ↑  至於首座中學後千禧校舍，為同期完工的明愛胡振中中學，但教學設施數目與標準有較大出入[8]